# قصبة حضرية
قصبة حضرية (بالإنجليزية: Metropolitan borough)، هي منطقة حضرية صدرها الحُكُم المحلي سنة 1974، وتُعَرف في المقاطعة على أنها مناطق حضرية في إنجلترا.